# Пучежский краеведческий музей
Пучежский краеведческий музей — краеведческий музей, расположенный в городе Пучеже Ивановской области.
Музей возник в связи с переносом Пучежа из-за создания Горьковского водохранилища. Первые экспонаты начали собираться в 1953 году, музей был открыт как общественный 30 марта 1957 года, а 15 апреля 1960 года получил статус государственного районного краеведческого музея.

## История

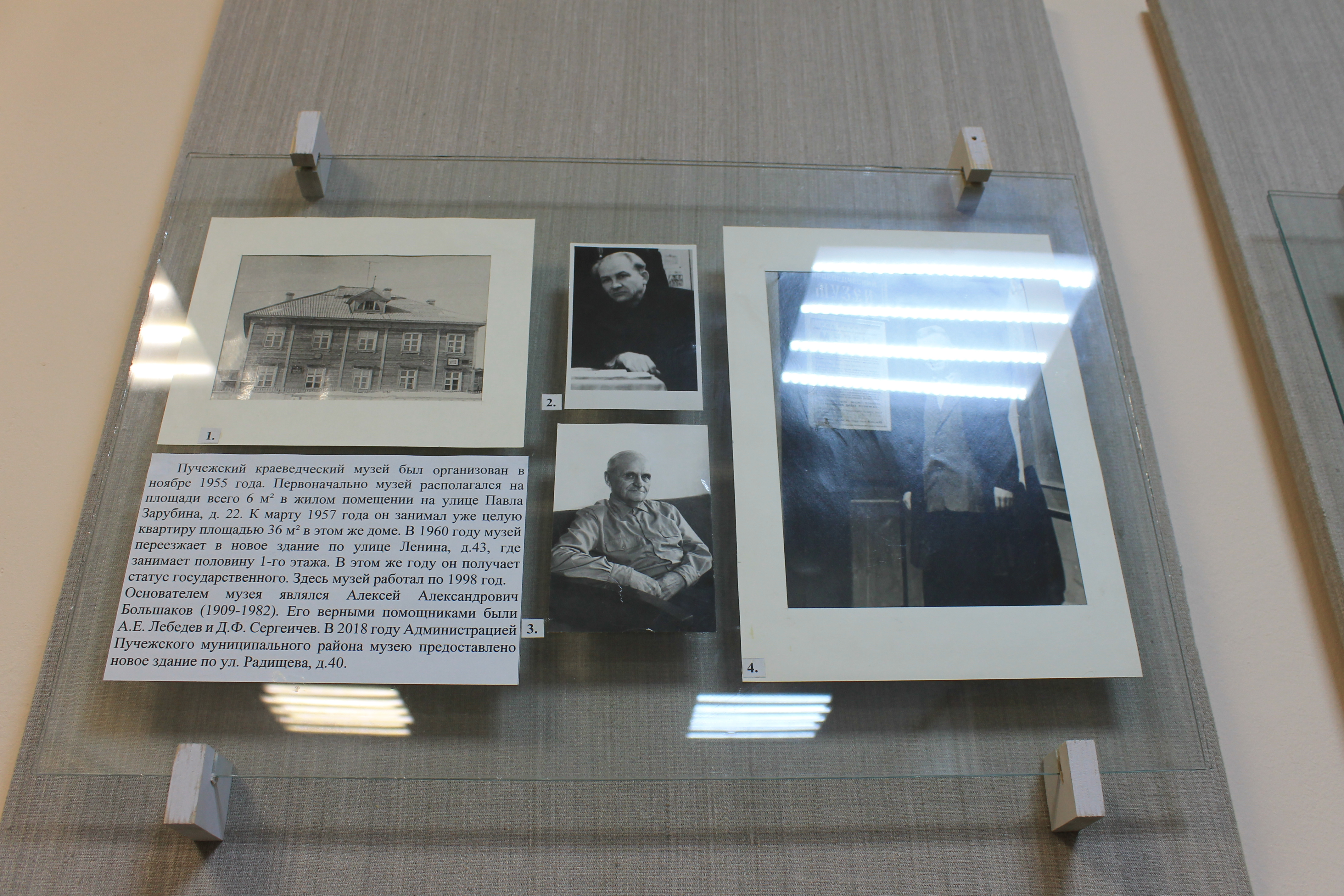
А.Е. Лебедев, Д.Ф. Сергеичев и А.А. Большаков

История создания музея неразрывно связана со строительством нового Пучежа. В связи с сооружением Горьковской ГЭС Пучеж попал в зону затопления. Старый город, основанный в XVI веке, почти полностью был разрушен. В 1951 году создаётся проект застройки города и одновременно «оргбюро по организации краеведческого музея в городе Пучеж».
В 1956 году воды Горьковского водохранилища заполнили то место, где стояли старинные купеческие особняки, 6 каменных церквей, 3 колокольни, фабрика Иосифа Сенькова, начатая постройкой в 1862 году и множество других уголков. Единственным местом, где можно было бы прикоснуться к навсегда утраченному прошлому, стал музей. Его основателем стал Алексей Александрович Большаков.
Будучи техником-строителем жилищно-коммунального отдела горсовета, он одновременно строил новый Пучеж и собирал экспонаты будущего музея. Первым экспонатом стала старинная пушка, найденная при разборке старых строений на набережной. Большаков слышал, как один рабочий сказал: «Был бы у нас музей, туда бы её стащили!». И вот, взвалив себе на спину этот первый музейный экспонат, Алексей Александрович явился к председателю горсовета Потехину Геннадию Павловичу, чтобы настоять на создании музея.
Первоначально музей располагался на площади 6 м² в жилом помещении на улице Павла Зарубина, дом 22. В этом здании на 2 этаже с 1955 года техник-строитель Горкомхоза г. Пучежа А.А. Большаков без отрыва от производства формирует коллекцию будущего музея. Его должность называлась председатель совета музея.
30 марта 1957 года Пучежский райисполком официально открыл здесь музей на общественных началах. В это время музей занимал 2 комнаты квартиры. К февралю 1958 года Большаков добился передачи всей квартиры на 2 этаже в пользование музея. Общая площадь с учётом хранилища составила 54 м². Как пишет А.А. Большаков в справке в Областное управление культуры 22 февраля 1958 года: «Краеведческий музей ощущает недостаток имеющегося помещения. Исполком Пучежского райсовета в июле 1957 года вынес решение о передаче одной из оставшихся церквей г. Пучежа под музей (Храм Успения Пресвятой Богородицы), но она временно занята хлебопекарней, а строительство хлебозавода закончится через 2 года». Хотя это произошло в 1961 году. Пучежский горисполком вышел с просьбой в Ивановский Облисполком об открытии краеведческого музея в городе, а областное Управление культуры поставило этот вопрос перед Министерством культуры РСФСР. Произошло это в декабре 1957 года. Таким образом, была запущена переписка с вышестоящими инстанциями, которая продолжалась более 2 лет, пока в 1960 году музей в качестве государственного краеведческого музея (до этого был общественный) не был открыт на улице Ленина, дом 43. А Большаков А.А. стал получать зарплату, так как до этого он фактически был безработным несколько месяцев, уволившись с должности техника-строителя.
В создании Пучежского музея особую помощь А.А. Большакову оказал один из основателей Юрьевецкого краеведческого музея Алексей Батуев. В частных беседах с Алексеем Большаковым опытный краевед Батуев посоветовал поместить в музее цитату А.М. Горького: «Краеведение — дело, значение которого не может быть преувеличено. Мы должны знать нашу землю всю, до последнего атома … должны открыть для всех сокровища недр её, изучить все силы её творчества. Краеведение … указывает нам путь к обогащению страны».
Чтобы обойти сложные моменты отечественной истории, в Пучежском музее первым был Отдел природы. Затем создавался Отдел дореволюционного периода, а третьим был Отдел советского периода. В Юрьевце было много материалов, относящихся непосредственно к Пучежу, поэтому Алексей Батуев передал их А.А. Большакову. В организации всей музейной работы непосредственную помощь оказывал Ивановский областной краеведческий музей, куда неоднократно направлялся Большаков.
Активно работал Совет музея, который собирали материалы по различным темам. Д. Ф. Сергеичев собирал материал о развитии местной промышленности и написал «Историю Пучежа и Пучежского района». С. А. Кузнецов собирал материал о развитии сельского хозяйства района. В. И. Овчинников и П. М. Юницкий собирали материал о развитии народного образования города и района. Г. Н. Потапов — о здравоохранении города и района. Н. Л. Шолохов — о культурно-просветительских учреждениях города и района. Сам А. А. Большаков собирал материал о городском коммунальном хозяйстве. Н. В. Серебров, А. Е. Лебедев, К. Д. Малков собирали материал по истории Ивановского края.
Таким образом, музею помогали местные ответственные работники — секретарь райисполкома, главный агроном, заведующий РайОНО, учитель, главный врач районной больницы, заведующий отделом культуры, корреспондент местной газеты, режиссёр народного театра, директор клуба. Это в значительной мере помогало строительству музея. Огромную роль сыграли местные художники: И. Н. Колыбалов, Е. Г. Гладков, В. А. Любавин.
15 апреля 1960 года музей получил статус государственного.
В 1978 году был создан Ивановский Государственный объединённый историко-революционный музей и Пучежский краеведческий музей стал его филиалом. Спустя 20 лет, в 1998 году, музей получил самостоятельность и статус районного уровня. С декабря 2020 года музей преобразован в муниципальное казённое учреждение культуры.
В 2018 году администрацией Пучежского района музею предоставлено новое здание по улице Радищева, дом 40.
В июле 2021 года Пучежский краеведческий музей присоединился к поиску экспонатов для будущего Музея сыра и запустил акцию «Пучежский сырочек — лакомый кусочек». Сотрудники музея начали сбор документов, рассказов и предметов, которые относятся к Пучежскому сыродельному заводу, чтобы восстановить историю предприятия.

## Экспозиция
На 1 января 2022 года на хранении в музее находятся 9940 предметов основного фонда и 2679 предметов научно-вспомогательного фонда.
В музее 5 постоянно действующих экспозиций — «Две истории одного города», «История краеведческого музея», «Мир русского крестьянина», «Социалистическая провинция» и «Животный мир родного края».
Специальный раздел экспозиции посвящён одному из самых выдающихся пучежан Павлу Алексеевичу Зарубину (1816—1886) — изобретателю, писателю, общественному деятелю, автору романа «Тёмные и светлые стороны русской жизни», автору 45 открытий и изобретений.
8 июля 2023 года генеральный директор ООО «Ришелье» Михаил Юрьевич Голованов передал на хранение в музей фрагмент вышитой карты, представляющий Пучежский район с традиционной вышивкой. Вышивка была изготовлена в 2023 году для участия в акции «Вышитая карта Ивановской губернии», которая была представлена на межрегиональном фестивале «Губернский разгуляй» в Иваново. Над вышивкой работали художник Г. Н. Голованова, заготовщица под ажур Ю. А. Мудрова, вышивальщицы Е. Ю. Яшина и Е. Н. Белик.

## Интересные факты
2 июля 2024 года сотрудники музея приняли участие в съёмках репортажа для телепередачи «Вернём жизнь храму» на телеканале «Спас». Журналист Яна Истомина снимала сюжет о возрождении храма Троицы Живоначальной в селе Кандаурово.
20 апреля 2025 года в телепередаче «Своя игра» на НТВ прозвучал вопрос в категории «Музеи России». Вопрос звучал так: «Основу коллекции Пучежского краеведческого музея, что в городе Пучеж Ивановской области, в 1950-е годы составляли предметы, спасённые именно от этого». Лингвист из Москвы Александр Бадриан пошёл ва-банк, но не смог дать верного ответа.

## Галерея

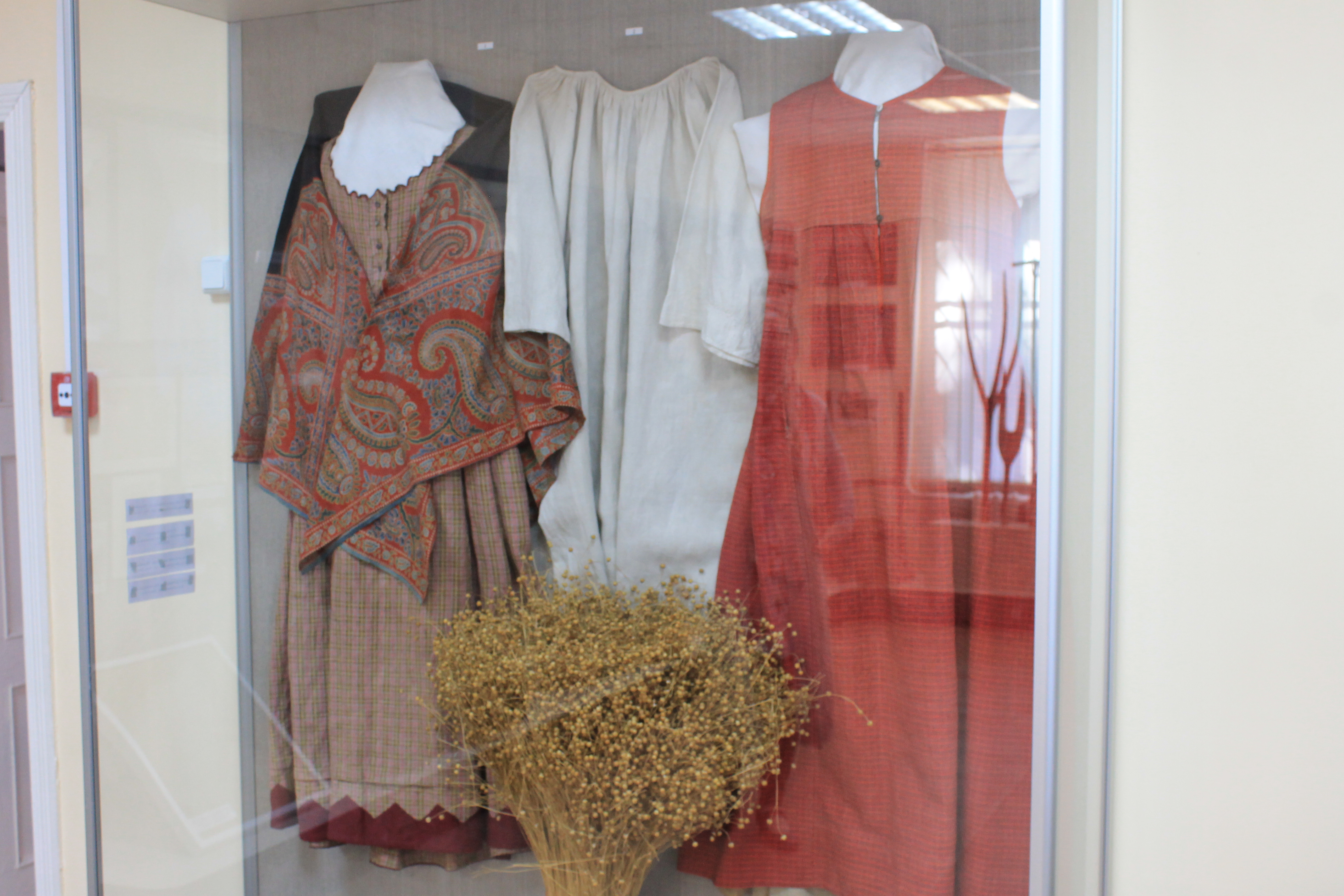
Традиционные костюмы
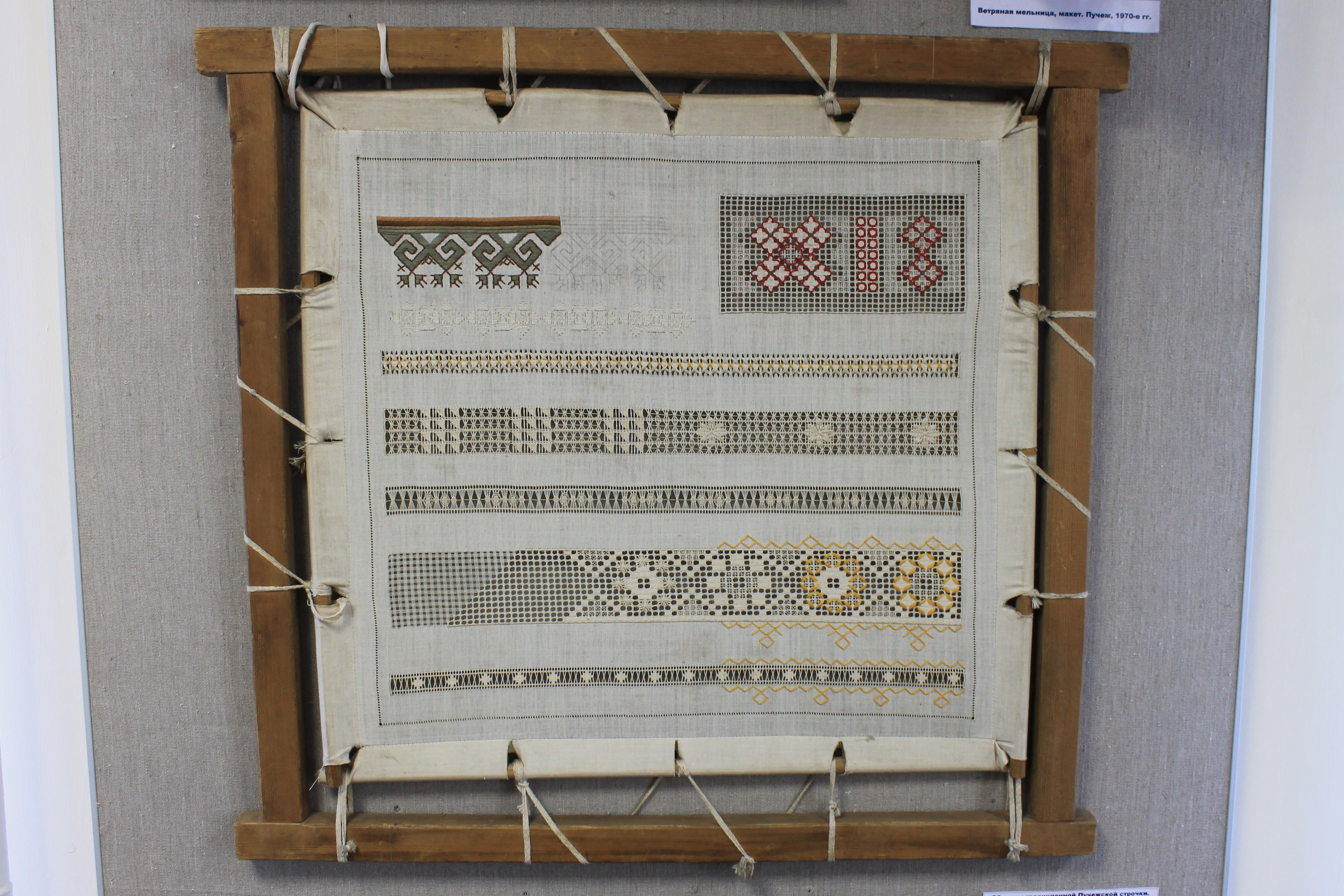
Пучежская строчка
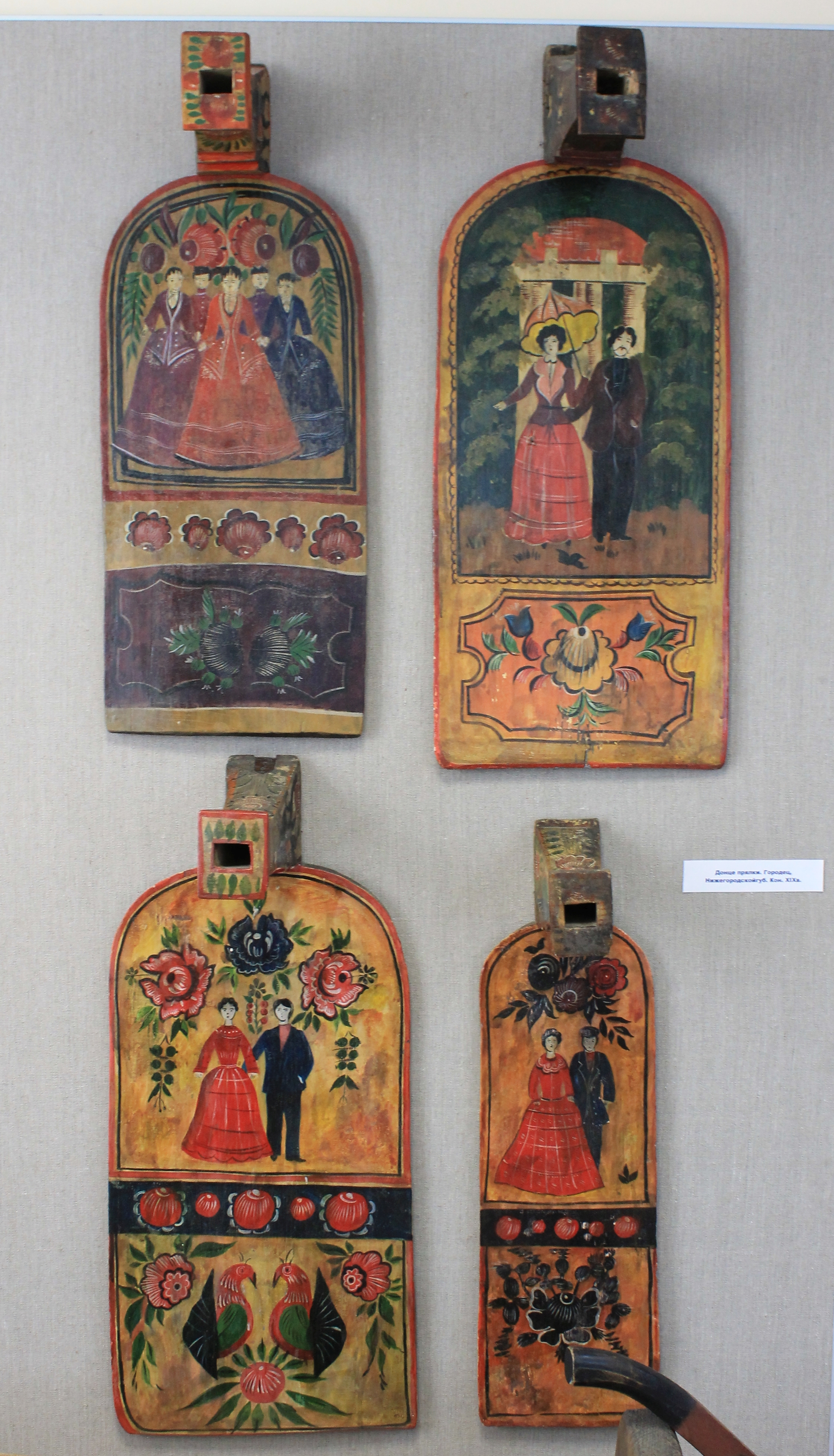
Донце прялки
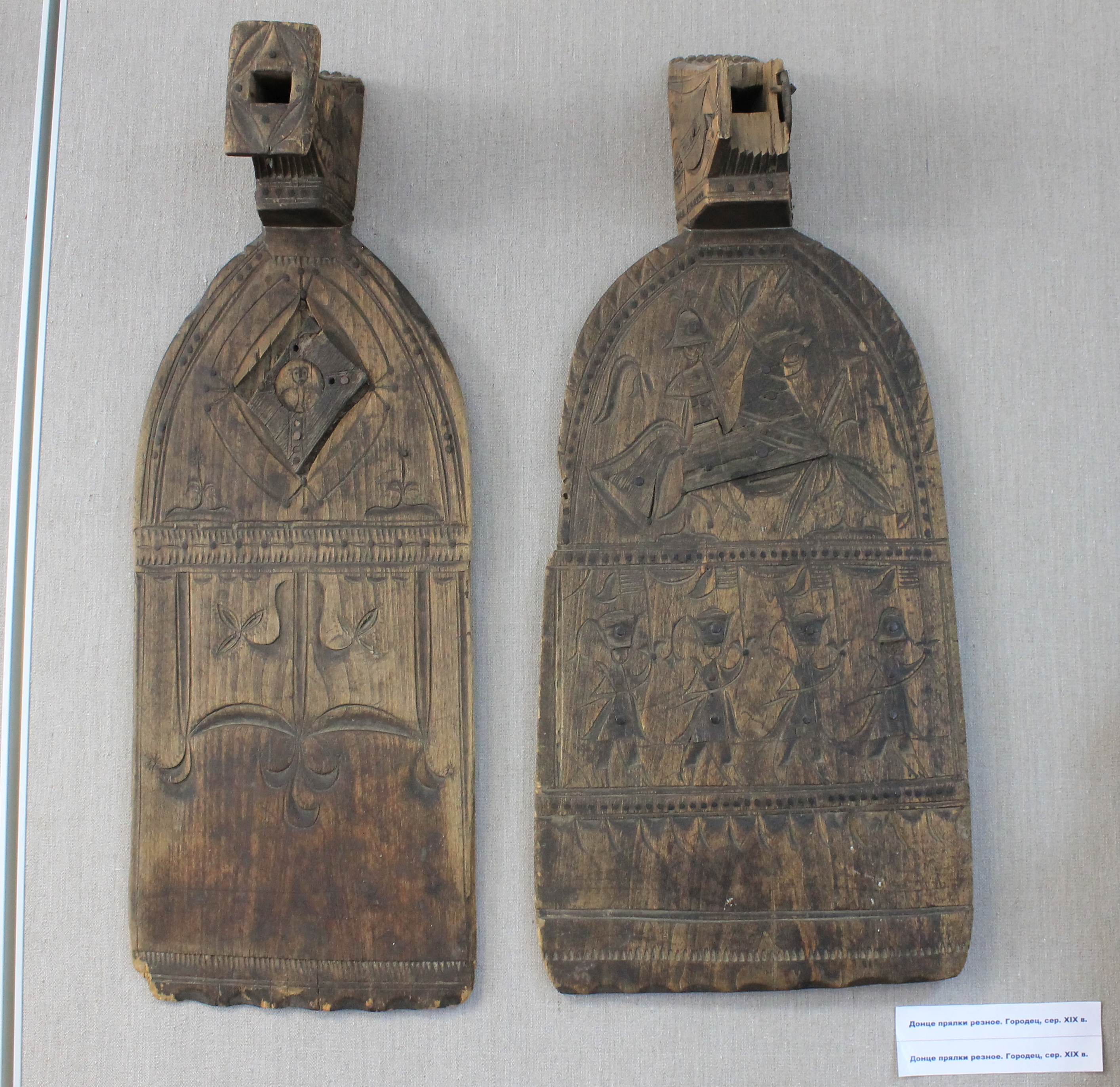
Донце прялки
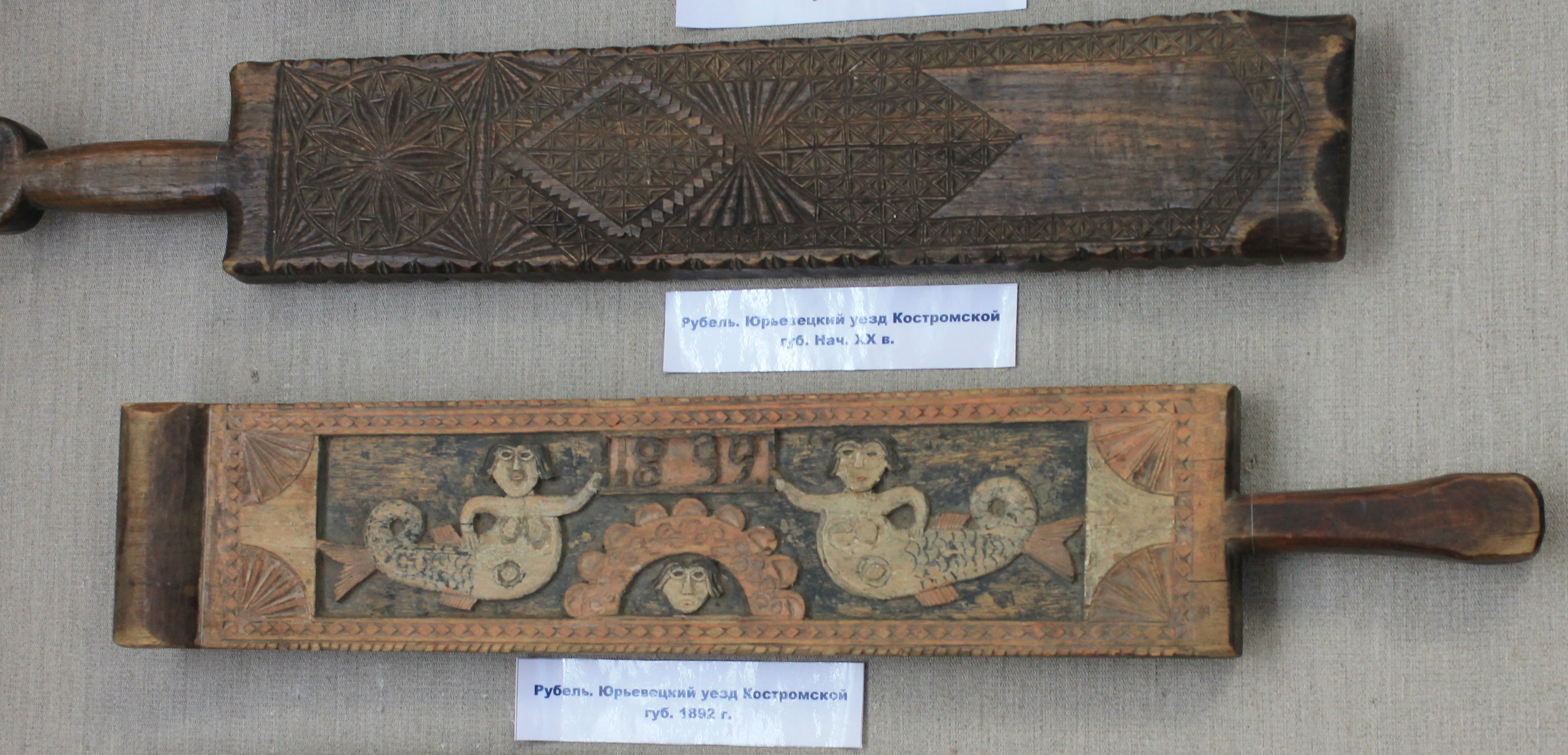
Рубель
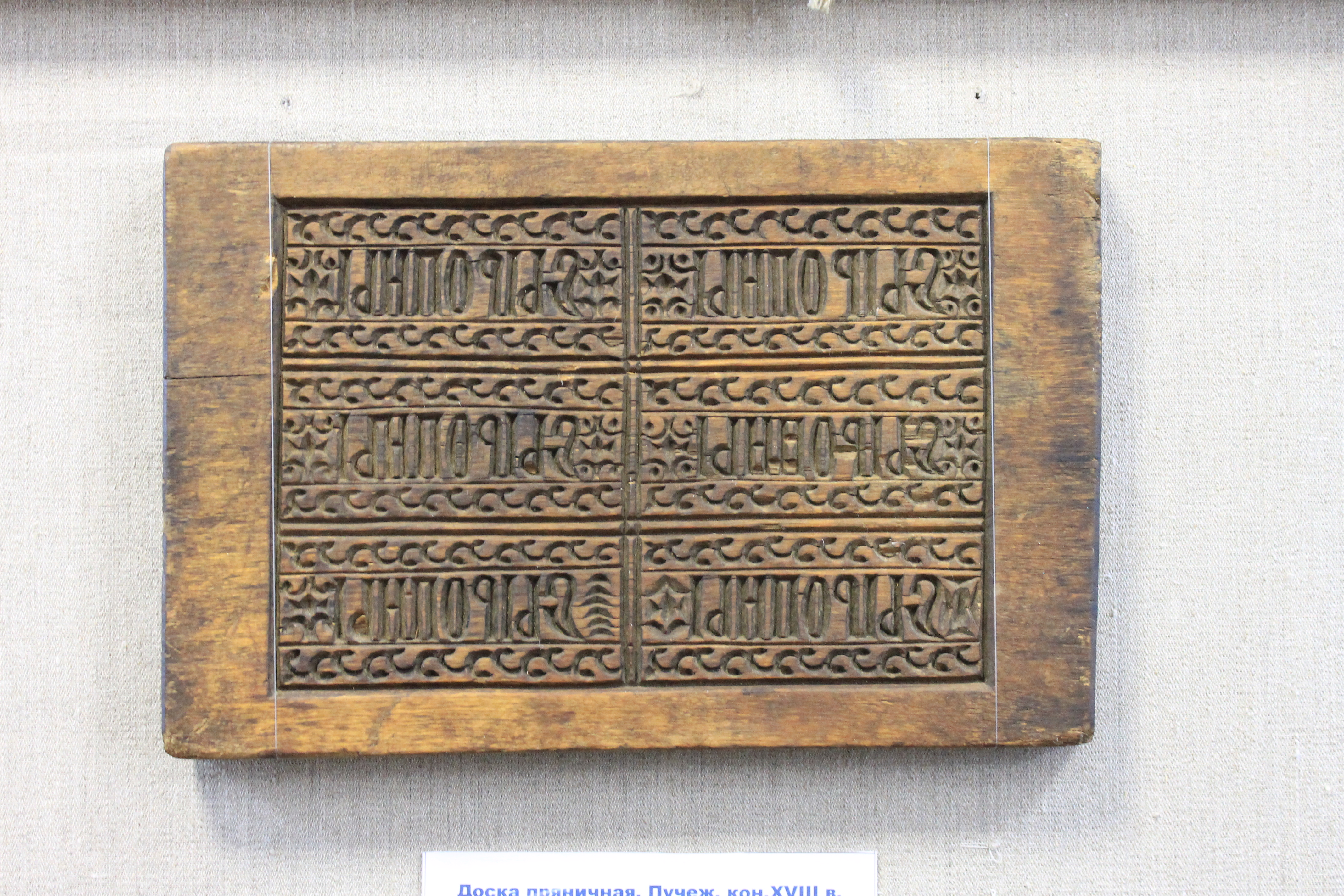
Пряничная доска, конец 18 века
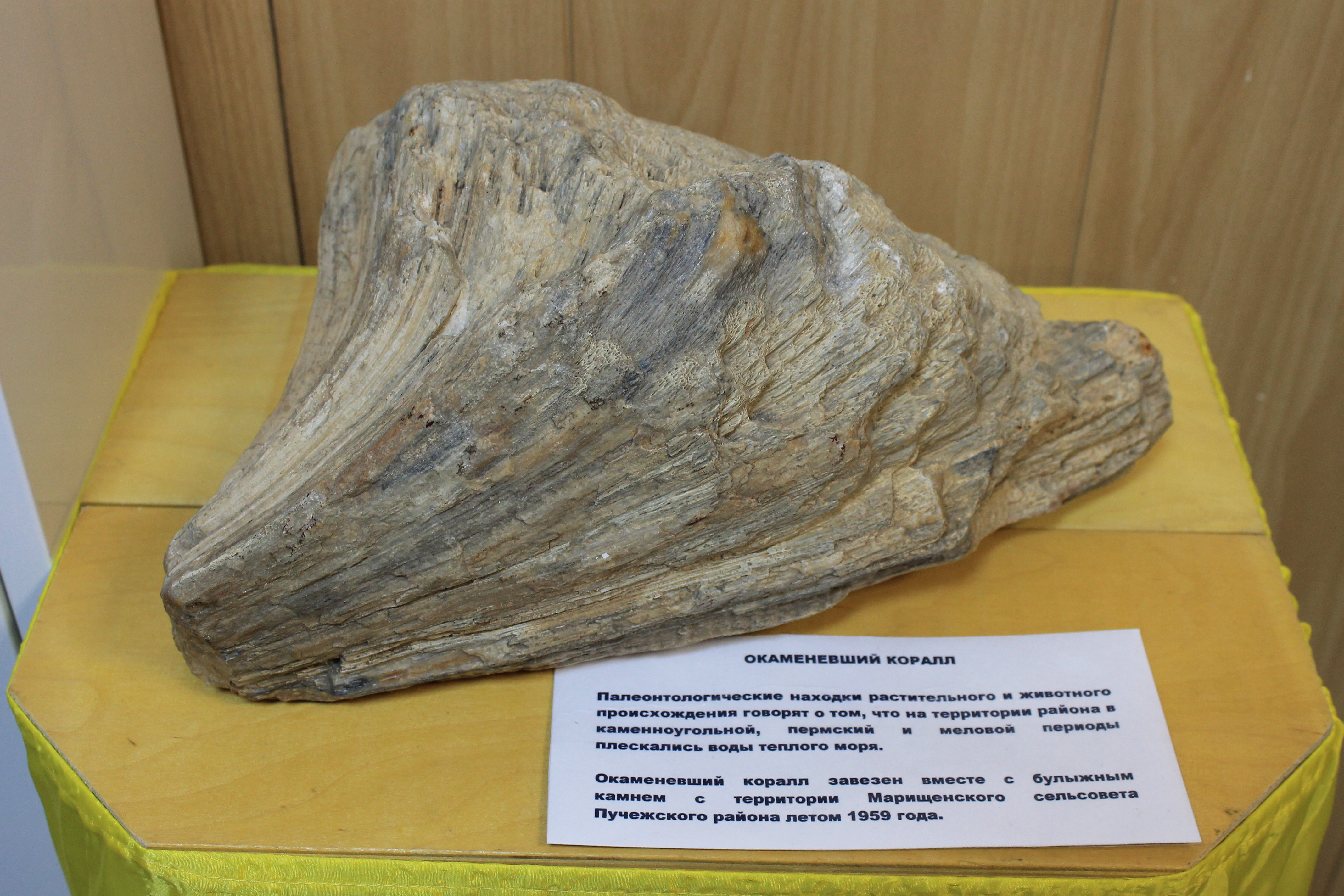
Окаменевший коралл
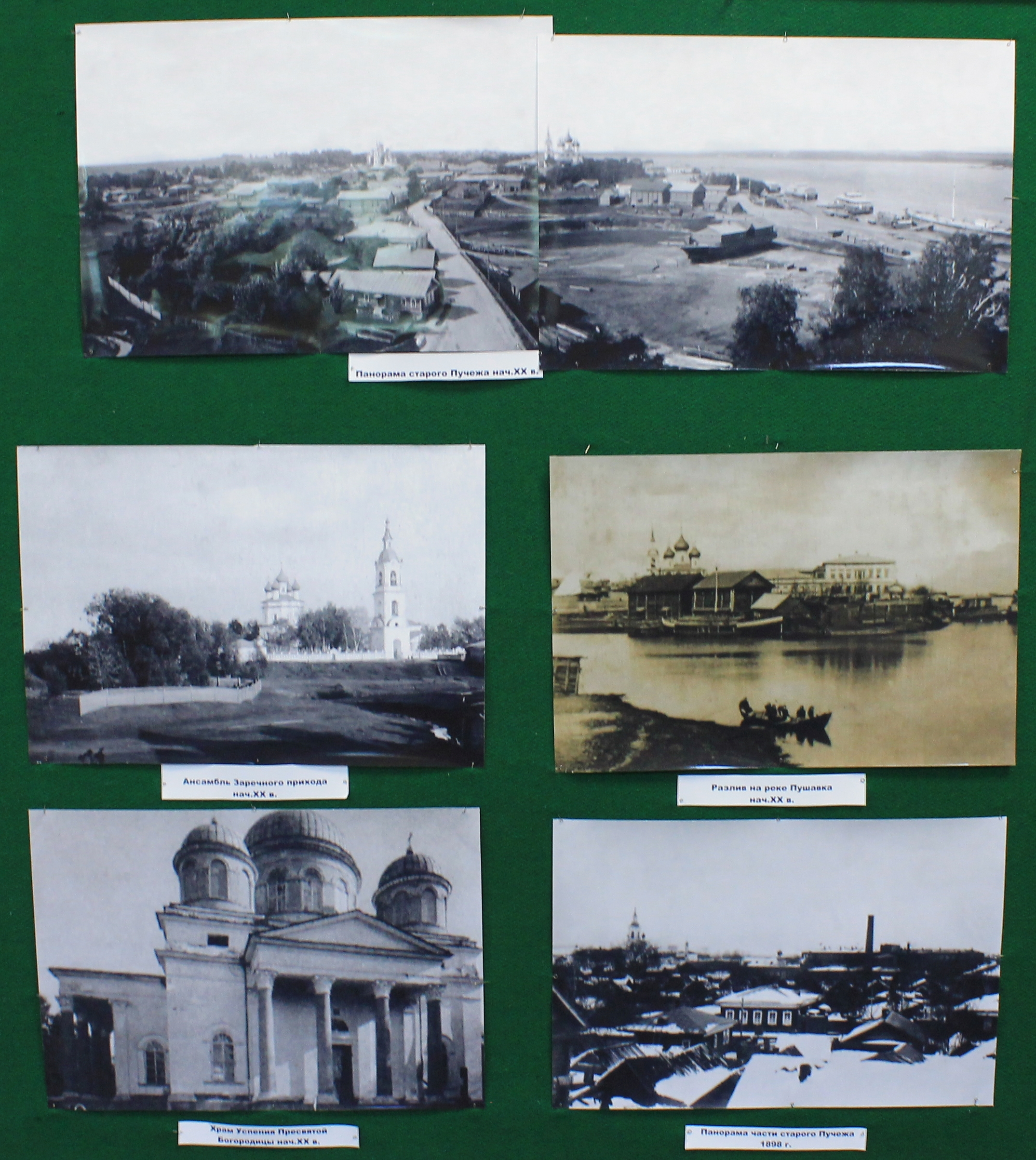
Старый Пучеж
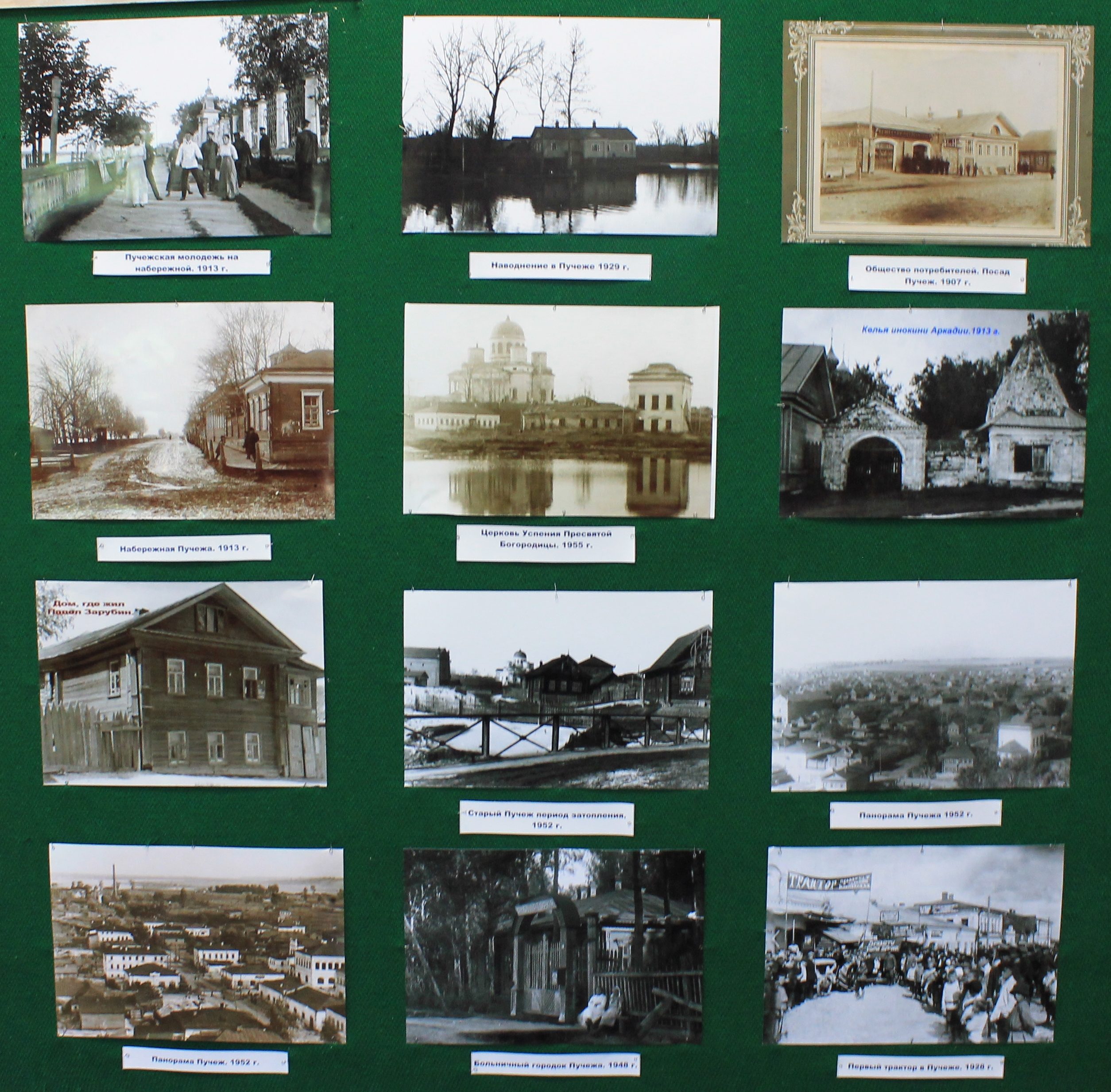
Старый Пучеж
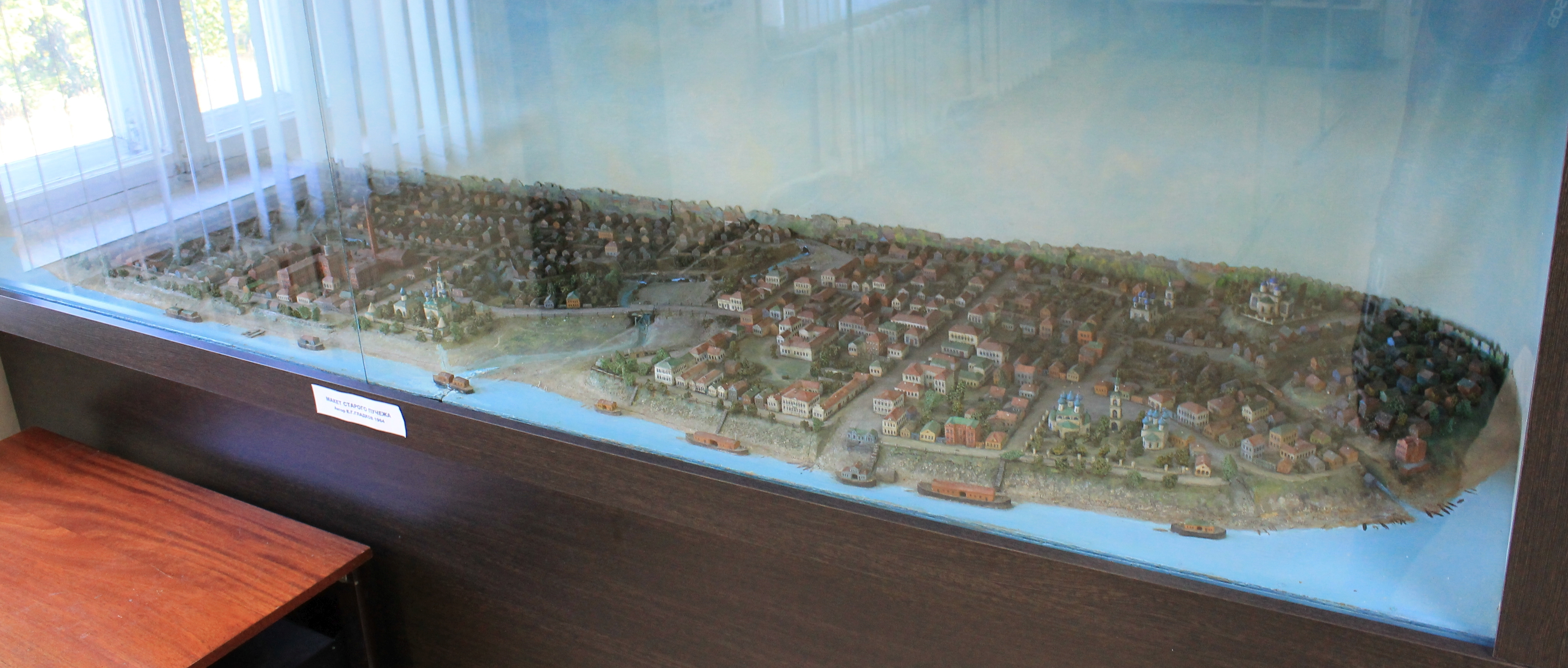
Макет старого Пучежа
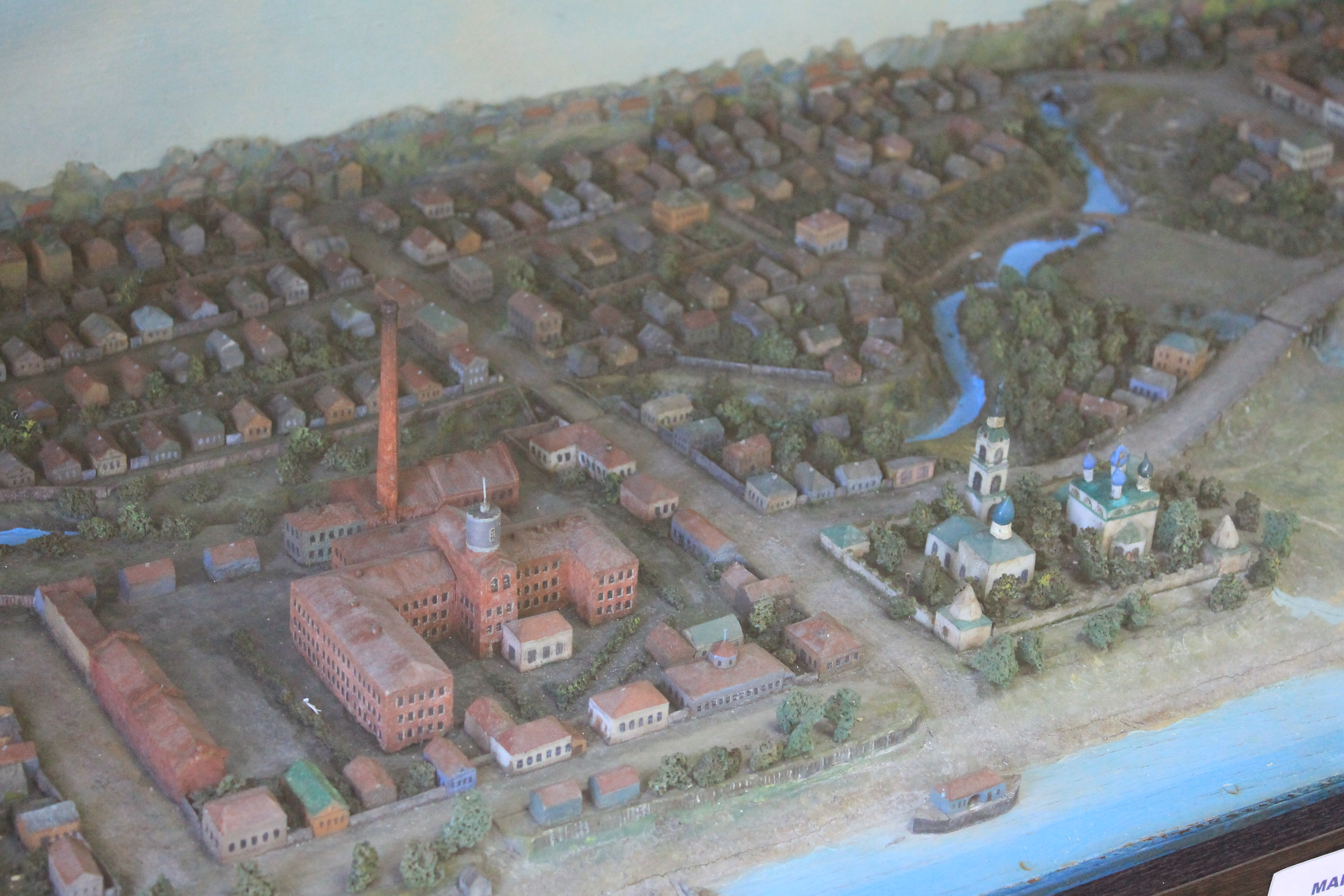
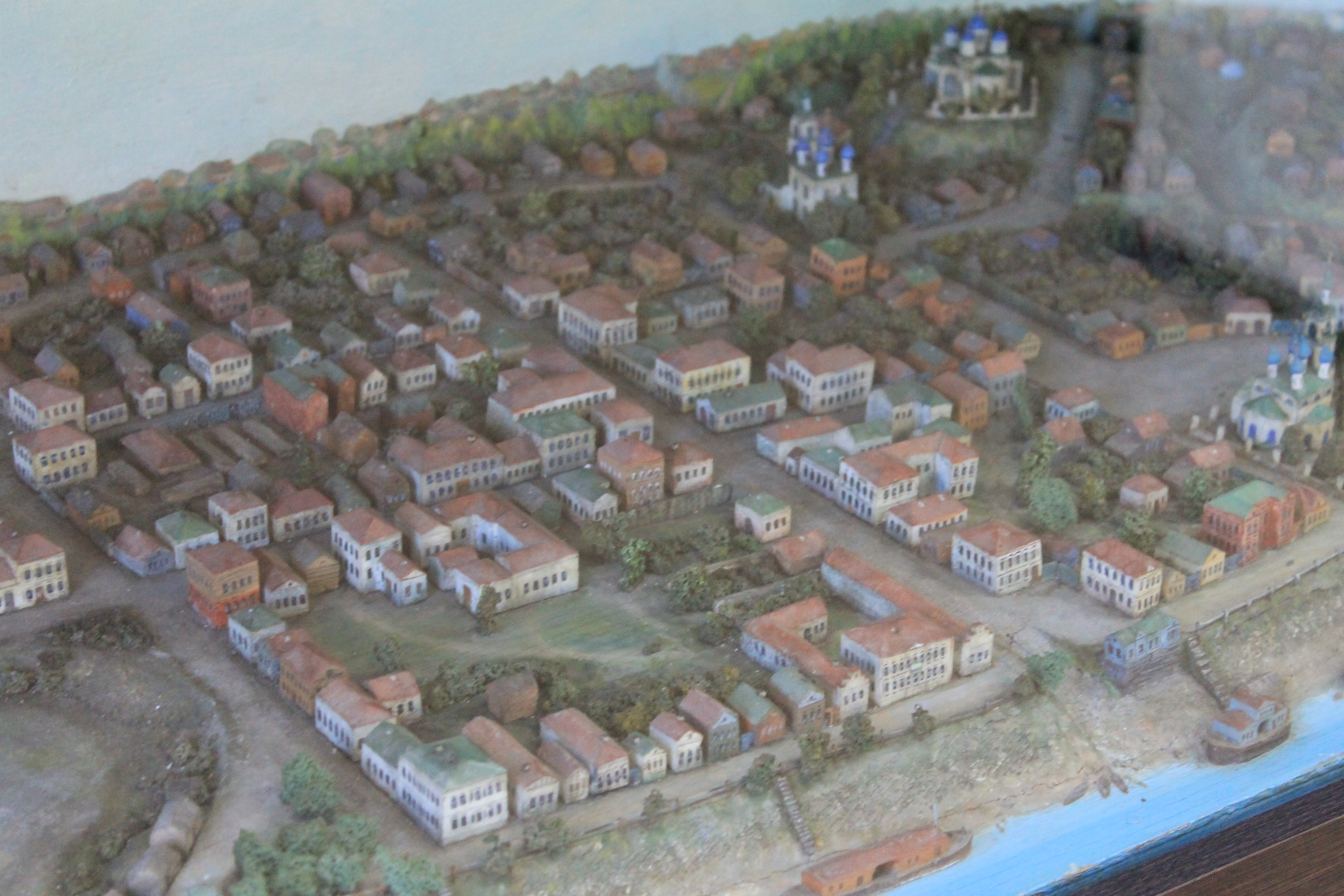
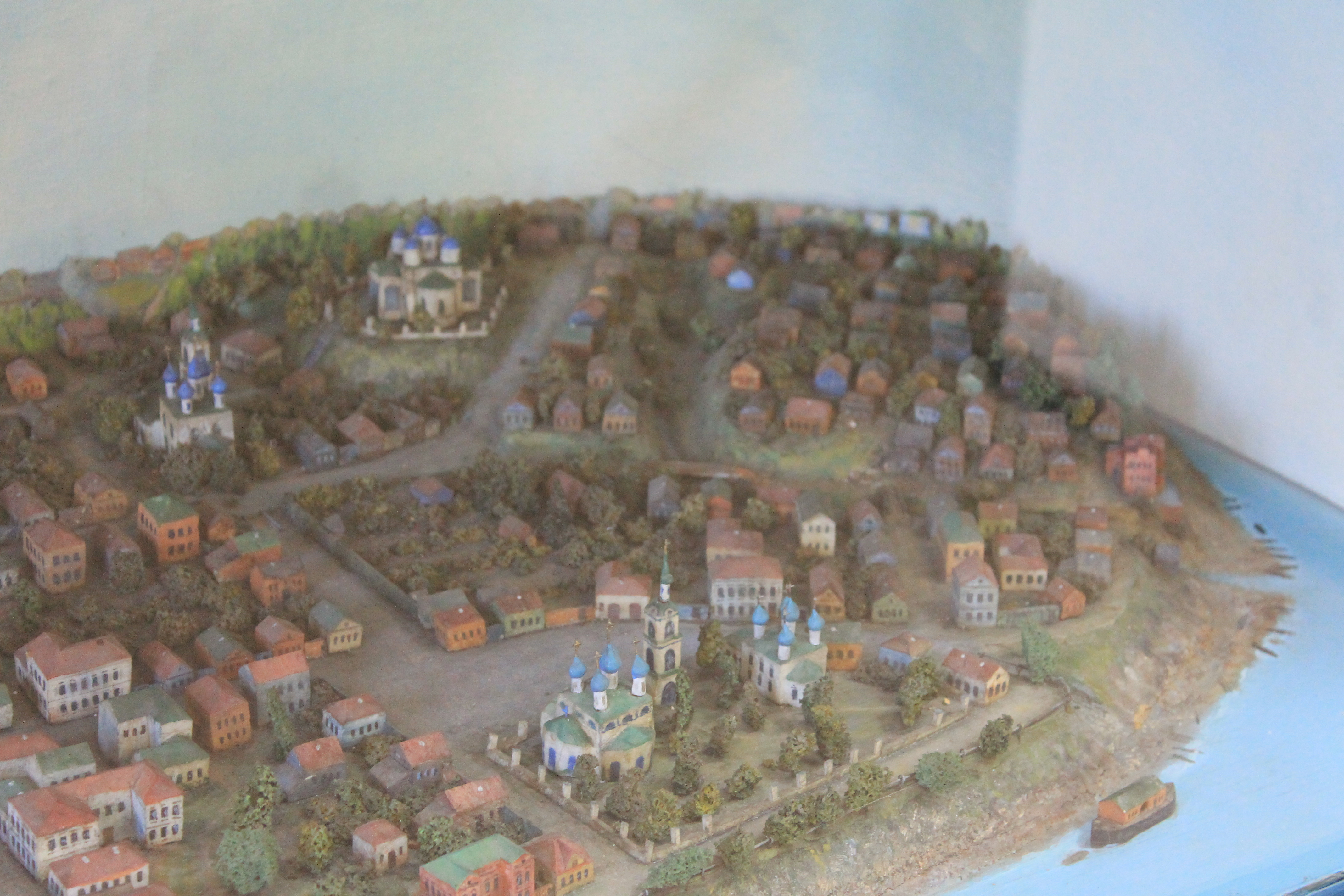